# Marie-Élisabeth Blavot
Madame Cavé, nascuda Marie-Élisabeth Blavot, també coneguda en la seva joventut com a Marie Monchablon (pel nom de la seva mare) (París, 1806 - Neuilly-sur-Seine, 15 d'octubre de 1883), va ser una pintora i professora de dibuix francesa.
Es va casar amb el pintor Clément Boulanger, cosí seu; després amb el director d'art Edmond Cavé. Coneguda durant la Monarquia de juliol com a Madame Cavé per les funcions oficials del seu marit, va mantenir bones relacions tant amb els admiradors neoclàssics d'Ingres com amb els romàntics que es reconeixien en Eugène Delacroix, de qui era amiga. Després de la seva viduïtat, va ensenyar dibuix a noies joves i va publicar durant el Segon Imperi dues obres didàctiques sobre dibuix i color, i posteriorment reflexions sobre la conducta i el lloc de la dona en la societat.

## Biografia
Marie-Élisabeth Blavot va néixer a principis de 1806, en una família rica, emparentada amb el general Leclerc, marit de Pauline Bonaparte. Criada en un internat per a noies, va aprendre dibuix i aquarel·la amb Camille Roqueplan, després pintura de gènere amb Clément Boulanger, deixeble de Jean-Auguste-Dominique Ingres. S'hi casaria el 1831 després d'haver-hi tingut un fill, Albert, nascut a Roma el 1830.
Va portar una vida força independent, amb una carrera ininterrompuda com a pintora fins al 1855. Va debutar en el Saló de París de 1835 i després de dos anys va guanyar una medalla d'Or. A partir de 1836, va impartir classes de dibuix i pintura per a noies.

El 1833 va conèixer Eugène Delacroix en un ball. Van viatjar a Flandes el 1839 i van ser amics fins a la mort del pintor. Després de la mort del seu marit es va casar amb Edmond Cavé, el 1843, i va continuar ensenyant i escrivint, guanyant una certa notorietat amb el nom de Madame Cavé i obtenint diversos encàrrecs oficials per a la realització de quadres per a esglésies. El 1850 va publicar el seu mètode d'aprenentatge de dibuix, Dibuixant sense mestre, i va obrir el seu propi curs de dibuix el mateix any.

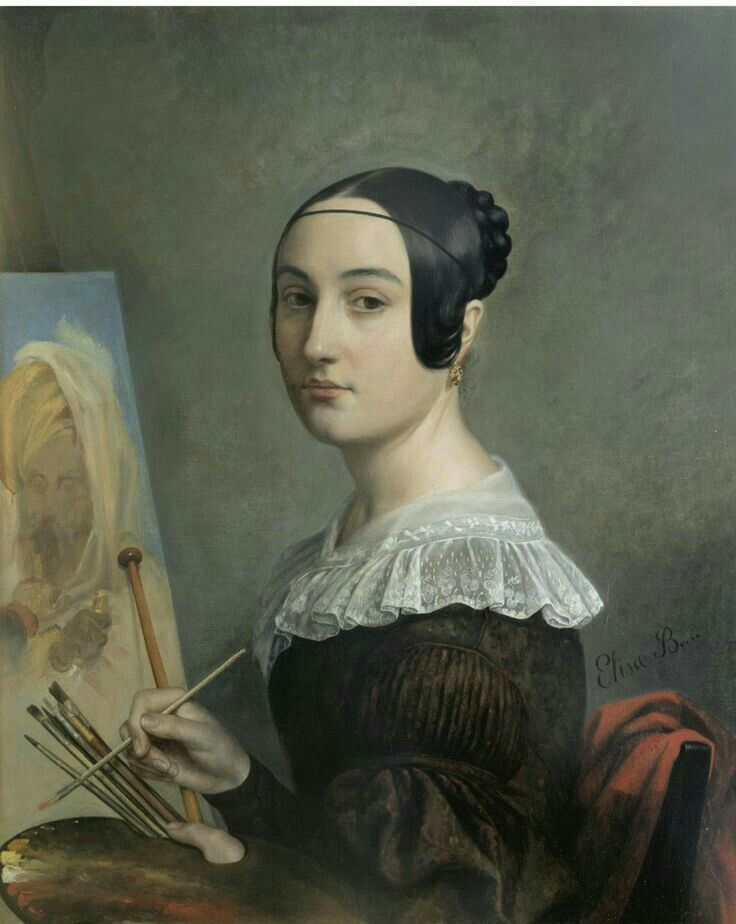
Autoretrat (circa 1840)

Encara que el càrrec del seu marit, director de Belles Arts del Ministeri de l'Interior des de 1843 fins a 1848, va ser certament útil per a la seva carrera artística, no es pot, com fan alguns autors, atribuir-li una influència decisiva. Marie-Élisabeth Blavot havia exposat diverses vegades abans del seu matrimoni amb Cavé al Saló de París i va ser apreciada per la crítica -tot i que amb lloances per no haver abandonat el seu paper i el seu talent «com a dona». La seva carrera, així com els encàrrecs oficials, van continuar després que la revolució de 1848 li costés el càrrec al seu marit, i després de la mort d'aquest. Marie-Élisabeth Blavot, després Boulanger, després Cavé, va estar en contacte amb l'ambient artístic del seu temps, i va viure i desenvolupar la seva carrera lliurement entre els seus contemporanis, amb elogis que passat el temps poden semblar extravagants: «aquarel·les vigoroses, de gran color i amb una energia molt masculina», referia la crítica al 1863 arran de l'exposició organitzada aquest any.

## Obra pedagògica

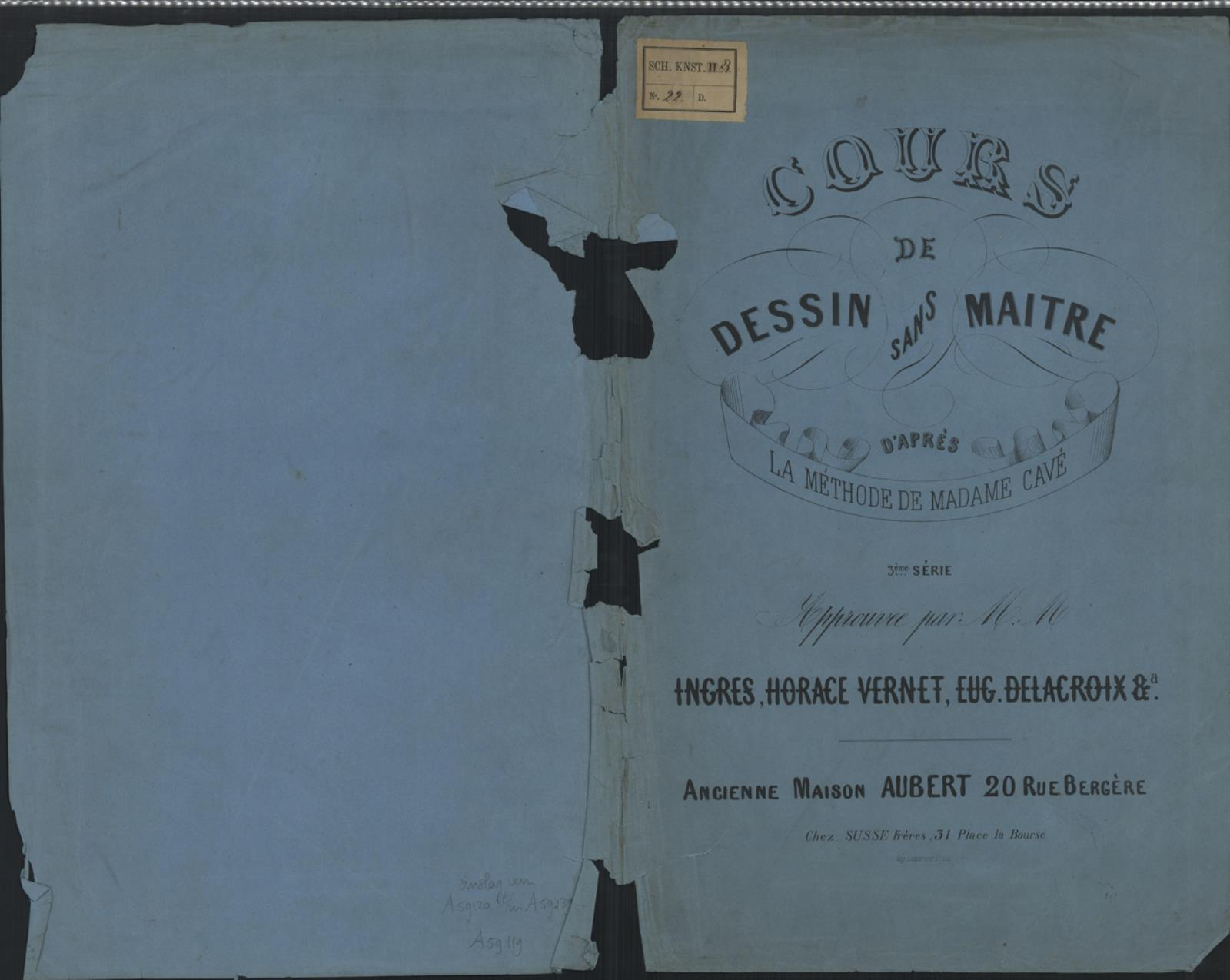
Cours de dessin sans maitre, a partir del Mètode de Madame Cavé

Va escriure una obra d'educació artística, Le dessin sans maître (1850), que exposava el Mètode Cavé, que segons ella havia perfeccionat en la pràctica de la docència des de 1847. Implica l'exercici de la memòria visual, una aptitud bàsica per dibuixar mitjançant la pantalla de gasa proposada per l'artista lionès Amaranthe Roulliet. Eugène Delacroix en va escriure una crítica favorable a la Revue des Deux Mondes. Una comissió oficial aprovaria el seu mètode l'any 1850. El Ministeri d'Instrucció Pública va posar a prova el mètode Cavé a les escoles normals de primària de Caen i Douai l'any 1862 i, més tard a la de Chartres, amb resultats considerats prou satisfactoris per recomanar-ne l'adopció en les altres escoles.
Madame Cavé, com era coneguda aleshores, va escriure després L'aquarelle sans maître, on tractava el tema del color. Aquests dos llibres combinen un mètode d'aprenentatge, consells pràctics, reflexions teòriques sobre l'art i les professions artístiques, i consideracions sobre el lloc de la dona en la societat.

## Obra pictòrica
Gran part de les seves obres estan sense identificar, perdudes o erròniament atribuïdes a altres pintors. Alguns dels seus quadres es conserven al Museu del Louvre, al Museu de Belles Arts de Rouen i al Museu Magnin de Dijon.
- La Conversation auprès du lit / La Conversa prop del llit (atribució), dibuix a l'aquarel·la, Dijon, museu Magnin.
- Les Derniers Moments / Els últims moments (atribució), dibuix a l'aquarel·la, Dijon, museu Magnin.
- La Bataille d'Ivry / La batalla d'Ivry, aquarel·la, París, Museu del Louvre.
- Louis XIII, vainqueur d'un tournoi au Louvre/ Louis XIII, guanyador d'un torneig al Louvre, aquarel·la, París, Museu del Louvre.
- La Vision de la Vierge / La visió de la Verge, pintura, Rouen, Museu de Belles Arts.
- Le Sommeil de la Vierge / El Somni de la Verge, pintura, Rouen, Museu de Belles Arts.

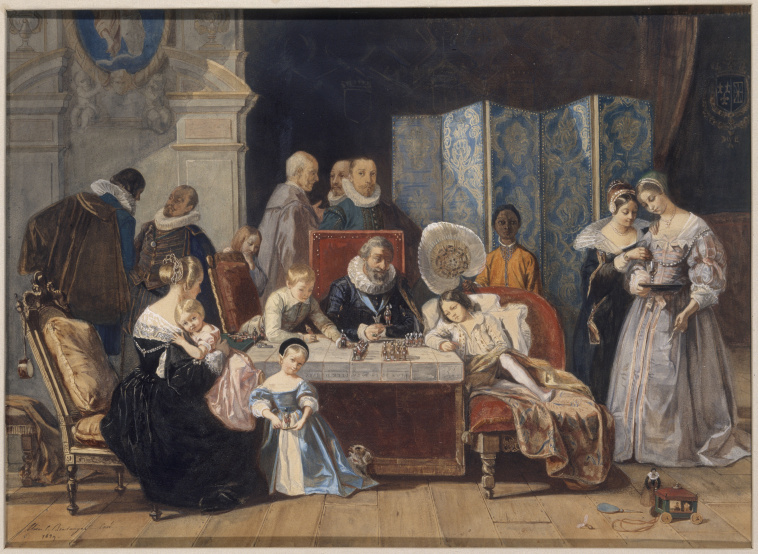
La bataille d'Ivry
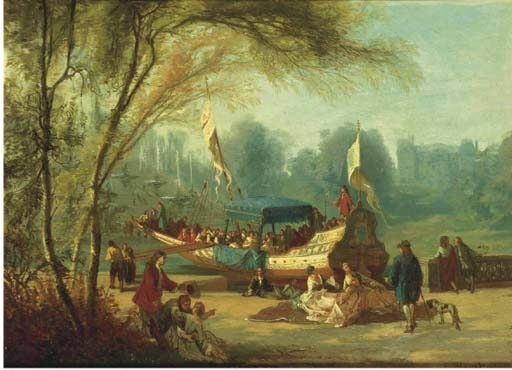
A pleasure cruise (1857)
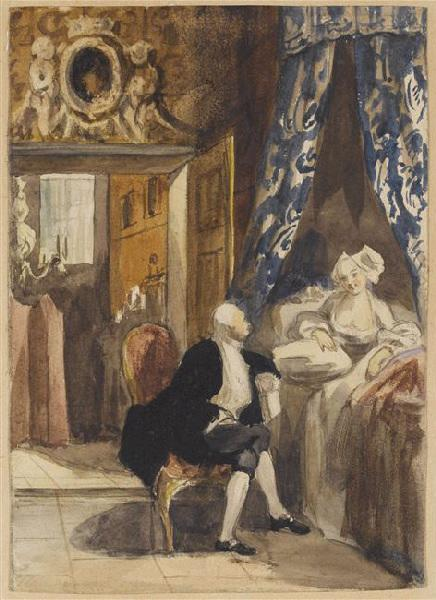
La Conversation auprès du lit

## Publicacions
- Cours de dessin sans maître (Curs de dibuix sense mestre), París.
- Le Dessin sans maître, méthode pour apprendre à dessiner de mémoire (Dibuixant sense mestre, mètode per aprendre a dibuixar de memòria), París, 1850.
- L'Aquarelle sans maître, méthode pour apprendre l'harmonie des couleurs (Aquarel·la sense mestre, un mètode per aprendre l'harmonia dels colors), 2a part de Dibuixant sense mestre, París, 1851
- La religió al món, consell a la meva fillola, París, 1855
- La dona avui, la dona abans, París, 1863.
- Dibuix de memòria, traduït del 4 ed. de Masterless Drawing, Nova York : Putnam & son, 1869 llegit en línia .

## Obres benèfiques
Passada la seixantena, vídua, encara coneguda com a Madame Cavé, sembla haver abandonat la pintura. El 1866 va fundar una societat l'objectiu de la qual era ajudar les dones que havien caigut en la pobresa, la «Corporation des abeilles».

## Recreació literària
Alexandre Dumas (pare) la converteix en un personatge d'un capítol de les seves memòries, publicat entre 1852 i 1856, on s'entrellacen fets que concorden amb la documentació històrica, d'altres que la contradiuen, i altres, la majoria, no verificables. Hi apareix com una jove romàntica esbojarrada, artista i cosina del seu primer marit, Clément Boulanger.